# This Is Alphabeat
This Is Alphabeat è l'album d'esordio della pop band danese Alphabeat, ha riscosso uno straordinario successo in Danimarca raggiungendo la 2ª posizione della classifica danese. Inizialmente il disco è stato pubblicato per il mercato danese con il semplice titolo Alphabeat mentre successivamente è stato pubblicato nel resto d'Europa con il titolo This Is Alphabeat. Il primo singolo per il mercato internazionale europeo è stata la hit Fascination che ha riscosso un ottimo successo in Danimarca e Gran Bretagna raggiungendo rispettivamente le posizioni 4 e 6.
Il secondo singolo già annunciato sarà la hit 10.000 Nights che ha già raggiunto la 1ª posizione in Danimarca.

## Tracce Album

### Tracce Edizione per Mercato Danese
1. 10.000 Nights Of Thunder (4:23)
2. Fascination (3:03)
3. Into The Jungle (3:52)
4. What Is Happening? (4:23)
5. Rubber Boots / Mackintosh (6:13)
6. Boyfriend (3:37)
7. Ocean Blue (2:56)
8. Fantastic 6 (3:27)
9. The Hours (3:09)
10. Nothing But My Baby (4:26)

### Tracce Edizione per Mercato Europeo
1. Fantastic 6
2. Fascination
3. 10.000 Nights
4. Boyfriend
5. What Is Happening
6. Go-Go
7. Touch Me Touching You
8. Rubber Boots
9. Public Image LTD.
10. Nothing But My Baby

## Classifiche
| Chart (2008) | Peak position |
| ------------ | ------------- |
| Danimarca    | 2             |
| Irlanda      | 54            |
| Paesi Bassi  | 28            |
| Regno Unito  | 10            |